# Vase Piranesi
Pour les articles homonymes, voir Piranesi.
Le vase Piranesi est un vase colossal en marbre reconstruit de type cratère exposé au British Museum. Il comporte trois pattes et une base triangulaire et comporte plusieurs motifs sur sa surface. Il date de la Rome antique et a été reconstruit par Giovanni Battista Piranesi à partir de divers morceaux provenant d'une excavation archéologique dans les années 1770.

## Description
La partie supérieure du vase est dans le style du vase Borghese, mais la partie inférieure est une partie ajoutée inspirée du vase Torlonia (en), un marbre de la collection de Alessandro Albani. Il tient sur trois pattes de lions, qui dans le cas du vase Torlonia sont des ajouts du XVIe siècle. On peut y retrouver une scène de satyres fabriquant du vin.

## Histoire
Le vase a été restauré, voire reconstruit, par Piranesi à partir de fragments provenant du site archéologique de la villa d'Hadrien à Tivoli, site excavé par Gavin Hamilton dans les années 1770. Une partie du vase provenait de pastiche, c'est-à-dire de fragments d'époques et de styles différents. Certaines autres parties sont des reconstructions fidèles de l'époque par Piranesi. La scène du vin qui y figure provient d'un autel romain situé à Naples au XVIIIe siècle dans la collection de Michele de Francavilla (en) et qui avait été illustré en 1757 par Bernard de Montfaucon dans son Recueil d'Antiquités.
Le vase Piranesi et celui de Warwick figurent parmi les projets de restauration les plus ambitieux de Piranesi. Les deux vases avait été illustrés dans le Vasi, Candelabri e Cippi, un recueil de dessins compilé en 1778. Le vase est plus tard vendu en tant qu’artefact romain, pratique commune à l'époque. Le vase est mentionné en 1776 dans le journal de bord d'un touriste néerlandais ayant visité l'atelier de Piranesi. Pendant la même année, le vase est acquis par John Boyd (en) lors de son Grand Tour. Le riche marchand des Indes expose alors le vase dans sa demeure, la Danson House (en), à Bexley. Le vase y est placé dans la salle à manger, accompagné de peintures murales.
Le vase est acheté des héritiers de Boyd par Hugh Johnston et le British Museum en 1868. De 1955 à 1976, il est exposé à l'orangerie du Palais de Kensington. Elle fait maintenant partie de l'Enlightenment Gallery du British Museum.